# Krery (województwo łódzkie)
Krery – wieś w Polsce położona w województwie łódzkim, w powiecie radomszczańskim, w gminie Masłowice.
W latach 1975–1998 miejscowość położona była w województwie piotrkowskim.
24 kwietnia 1944 żandarmeria niemiecka dokonała pacyfikacji wsi. Niemcy zamordowali 9 osób i spalili 15 zabudowań.

## Geografia
Teren zalesiony. Nie graniczy bezpośrednio z żadną miejscowością. Pośrednio graniczy z:
- Masłowicami
- Psarkami

## Ogólne informacje
Miejscowość bez sklepu, bez kościoła. Utworzona z dwóch lub trzech mniejszych wsi. Posiada tablicę pamiątkową poległych mieszkańców podczas II wojny światowej. Posiada dwa przystanki autobusowe obsługujące trasę Przedbórz – Radomsko.